# Janrakynnot
Janrakynnot (russisch und tschuktschisch Янракынно́т) ist ein Dorf (selo) im Autonomen Kreis der Tschuktschen (Russland) mit 338 Einwohnern (Stand 14. Oktober 2010).

## Geographie

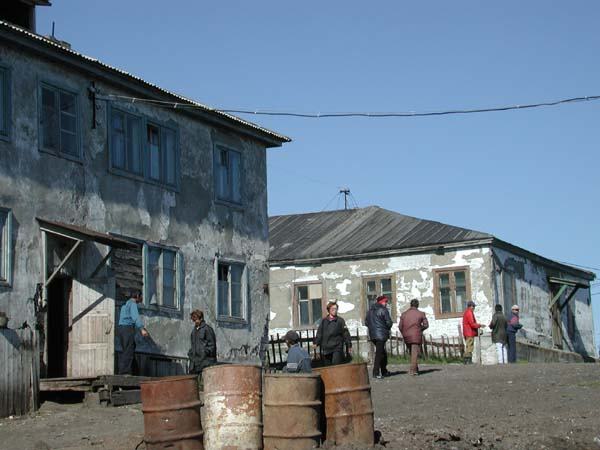
Wohnhäuser in Janrakynnot (2001)

Das Dorf liegt etwa 475 km Luftlinie östlich des Verwaltungszentrums des Autonomen Kreises Anadyr im östlichen Teil der Tschuktschen-Halbinsel an der Küste des Beringmeers, an der Senjawin-Straße, einer Meerenge, die dort etwa 10 km breit ist und das Festland von der vorgelagerten Insel Arakamtschetschen trennt. Es befindet sich an der rechten (westlichen) Seite der Mündung des Flusses Maritsch (auch Janrakynnotwaam), der unmittelbar nördlich die Lagune Keitschuyn durchfließt, sowie am nordöstlichen Ende der etwa neun Kilometer langen Nehrung Wenetken.
Janrakynnot gehört zum Stadtkreis Prowidenija; es ist von dessen namensgebenden Verwaltungssitz, der Siedlung Prowidenija, 65 km in nordöstlicher Richtung entfernt.

## Geschichte
Janrakynnot wurde erstmals 1828 urkundlich erwähnt. Der Name steht im Tschuktschischen für „einzelnes festes Land“ (янра, janra „einzeln(stehend)“; кын, kyn „fest“; нот, not von нутэнут, nutenut „Land, Erde“) und beschreibt die Lage auf einem felsigen Hügel inmitten des umgebenden Sumpflandes.
Bis zur Bildung des Stadtkreises Prowidenija 2015 war Janrakynnot Sitz und einzige Ortschaft einer gleichnamigen Landgemeinde (selskoje posselenije) innerhalb des Rajons Prowidenski.

## Verkehr
Janrakynnot ist nicht an das russische Straßennetz angeschlossen. Der Ort ist in der eisfreien Zeit nur auf dem Wasserweg oder per Hubschrauber erreichbar, ansonsten auch über eine Winterpiste von Prowidenija, die teils über die zugefrorene Meerenge verläuft.